# Esko Saira
Esko Saira (Lemi, 14 giugno 1938) è un ex biatleta finlandese.

## Palmarès

### Olimpiadi invernali
- Argento a Sapporo 1972 nella staffetta 4x7,5 km.
- Argento a Innsbruck 1976 nella staffetta 4x7,5 km.

### Mondiali
- Bronzo a Rasun Anterselva 1975 nei 20 km individuali.